# Initiative populaire « pour la participation des travailleurs »
L'initiative populaire « pour la participation des travailleurs  » est une initiative populaire fédérale suisse, rejetée par le peuple et les cantons le 21 mars 1976.

## Contenu
L'initiative demande modifier l'article 34ter de la Constitution fédérale pour donner le droit à la Confédération de légiférer sur la participation des travailleurs et de leurs organisations syndicales aux décisions des entreprises.
Le texte complet de l'initiative peut être consulté sur le site de la Chancellerie fédérale.

## Déroulement

### Contexte historique
Il existe, historiquement, trois niveaux de participation des employés aux décisions des entreprises : le droit à l'information, le droit d'être consulté et le droit de codécision ; dans le cas de cette initiative, ses promoteurs utilisent généralement le terme « participation » dans le sens du degré le plus élevé.
Le concept participatif est né dans la première moitié du XIXe siècle en Allemagne. En Suisse, les différents partenaires sociaux (syndicats, organisations patronales, groupements professionnels) sont progressivement impliqués dans la vie des entreprises.
Lors du traitement de cette initiative, le gouvernement, constatant le manque de données récentes sut l'état de la participation en Suisse, demande une étude sur le sujet à la fois dans l'économie publique et privée, mais principalement au sein des grandes entreprises. Les résultats de cette enquête, effectuée auprès d'environ 550 entreprises, de tous les cantons et des villes de 30 000 habitants au moins, montrent, selon le Conseil fédéral, « une assez large concordance de vues » entre employés et employeurs ; ils montrent également que, des trois niveaux, la consultation est le mode participatif le plus répandu et que les commissions du personnel sont plus fréquentes dans le privé que dans le public.
Les initiants remettent pour leur part en cause les résultats de cette étude, jugeant « qu'un nombre trop élevé de travailleurs trouvent pénible, dans leur profession, de ne pas être considérés comme des collaborateurs à part entière, de se sentir entravés et de se voir accorder fréquemment trop peu de confiance ». Ils justifient cette initiative non pas pour contrecarrer les décisions économiques que doivent prendre les entreprises, mais pour « mettre un frein aux agissements autoritaires des détenteurs de la puissance économique et à les empêcher de prendre des décisions unilatérales ».

### Récolte des signatures et dépôt de l'initiative
La récolte des 50 000 signatures nécessaires a débuté le 17 mars 1971. Le 25 août de la même année, l'initiative a été déposée à la chancellerie fédérale qui l'a déclarée valide le 16 septembre.

### Discussions et recommandations des autorités
Le parlement et le Conseil fédéral recommandent tous deux le rejet de cette initiative. Dans son message adressé à l'assemblée, le Conseil fédéral relève qu'au terme de la procédure de consultation, une grande majorité des acteurs du domaine rejettent l'idée d'une participation au plus haut niveau des employés, à savoir l'accès à une délégation représentative au niveau du conseil d'administration d'une entreprise ; il est, selon le gouvernement, indispensable au bon fonctionnement des entreprises du pays de conserver une structure hiérarchique.
En revanche, le Conseil fédéral propose un contre-projet direct à cette initiative, sous la forme d'une modification du même article pour préciser que l'autorisation de légifération est donné à la Confédération sur une participation appropriée des travailleurs « qui sauvegarde les possibilités de fonctionnement et une gestion économique de l'entreprise ».

### Votation
Soumise à la votation le 21 mars 1976, l'initiative est refusée par la totalité des 19 6/2 cantons et 66,9 % des suffrages exprimés. Le tableau ci-dessous détaille les résultats par cantons :
Le contre-projet du gouvernement est également rejeté par la totalité des 19 6/2 cantons et par 66,3 % des suffrages exprimés. Le tableau ci-dessous détaille les résultats par cantons pour ce contre-projet :